# 聯合國安全理事會第58號決議
聯合國安理會第58號決議是1948年9月28日在聯合國安全理事會第360次會議通過的。有鑑於瑞士聯邦剛加入成為國際法院的當事國，但仍未成為聯合國成員國，法官選舉在即，因此需要理事會對此作出提議這項決議提議瑞士及其他擁有相同情形的國家可獲准參與聯合國大會有關國際法院的法官選舉，並獲准提名新成員及投票。此決議亦建議此等國家需要承擔堂費，若有長期拖欠（除非該國有大會批准的拖欠理由）則不得參與大會法官選舉，直到繳清為止。
該決議因無異議，故由主席宣布一致通過。

## 外部連結
- 58號決議全文